# 大阪体育大学学友会サッカー部
大阪体育大学学友会サッカー部（おおさかたいいくだいがく がくゆうかいサッカーぶ）は大阪府泉南郡熊取町にある大阪体育大学のサッカークラブである。

## 概要・歴史
1965年に創部され、1979年に関西学生サッカーリーグ初優勝を果たした。
1985年には大阪商業大学との同校優勝の形で全日本大学サッカー選手権大会初優勝を果たした。翌1986年には総理大臣杯全日本大学サッカートーナメント初優勝を果たした。
2018年からは関西学生サッカーリーグ3連覇を達成している。

## 主な成績
- 総理大臣杯全日本大学サッカートーナメント
  - 優勝：3回（1986, 2008, 2011）
  - 準優勝：3回（1980, 1984, 2018）
- 全日本大学サッカー選手権大会
  - 優勝：2回（1985, 2013）
- 関西学生サッカーリーグ1部
  - 優勝：6回（1979, 1989, 2013, 2018, 2019, 2020）
- 大阪サッカー選手権大会（兼天皇杯全日本サッカー選手権大会大阪府予選）
  - 優勝：3回 (2001, 2007, 2010)
  - 準優勝：2回（2013, 2014）

## 主な出身選手
1980年度卒
- 今西晃一
- 西村昭宏

1982年度卒
- 松井清隆
- 上原洋史

1986年度卒
- 島田貴裕
- 武田亘弘

1989年度卒
- 岸本浩右
- 鶴田道弘

1990年度卒
- 河原忠明
- 米澤剛志
- 高畠勉

1991年度卒
- 桂秀樹
- 猿澤真治

1992年度卒
- 古邊考功
- 福重良一

1993年度卒
- 桑原裕義

1999年度卒
- 柿本倫明
- 近藤岳登※中退

2000年度卒
- 江角浩司

2002年度卒
- 下村東美
- 松岡真吾

2004年度卒
- 古田泰士
- 前田和哉

2005年度卒
- 原田浩平

2006年度卒
- 御厨貴文
- 麦田和志

2007年度卒
- 田中俊則
- 西谷良介

2008年度卒
- 田所諒
- 松尾元太
- 橋本和
- 込山和樹

2010年度卒
- 村田和哉
- 川西翔太
- 藤春廣輝

2012年度卒
- 馬場将大
- 姫野昂志
- 菅原渉

2013年度卒
- 伊佐耕平
- 池永航
- 山本大稀

2014年度卒
- 村上昌謙
- 坂本修佑
- 酒井将史
- 山田貴文

2015年度卒
- 澤上竜二

2016年度卒
- 後藤虹介
- 秋山拓也
- 池上丈二
- 長谷優

2017年度卒
- 太田賢吾

2018年度卒
- 末吉塁
- 菊池流帆
- 立川小太郎
- 浅野雄也
- 堀内颯人
- 平田健人

2019年度卒
- 田中駿汰
- 西田恵
- 林大地

2020年度卒
- 大崎航詩
- 矢田貝壮貴
- 木出雄斗
- 高橋秀典
- 疋田優人
- 林尚輝

2021年度卒
- 小川大空
- 泉森涼太
- 髙橋一輝

2022年度卒
- 野寄和哉

2023年度卒
- 中山雅斗

2024年度卒
- 木戸柊摩